# Ремос, Антонис
Антонис Ремос (греч. Αντώνης Ρέμος) — греческий певец, бизнесмен, президент футбольного клуба «Ираклис» города Салоники с июля 2007 по май 2010 года.

## Биография
Родился в Дюссельдорфе 19 июня 1970 года. Настоящее имя — Антонис Пасхалидис (греч. Αντώνης Πασχαλίδης). В 10 лет с семьей переехал в Грецию и стал жить в Салониках. По профессии Антонис Ремос — водопроводчик. Но с ранних лет начал интересоваться музыкой и научился самостоятельно играть на гитаре. Весной 1995 года состоялось его первое выступление в Афинах. Очень быстро Антонис Ремос стал одним из самых популярных в Греции певцов. Исполняет как старые всеми любимые песни в стиле лаика (греч. λαϊκά — народные), так и новые песни в стиле поп.

### Первый коммерческий успех
Музыкальную карьеру начал в 1995 году: на Пасху состоялось первое живое выступление Антониса Ремоса в Афинах на одной сцене с такими известными артистами, как Димитрис Митропанос, Стефанос Корколис и Мариос Токас. В этом же году он подписал свой первый контракт с Sony Music. Уже в следующем году выпустил дебютный альбом под названием «ΑΝΤΩΝΗΣ ΡΕΜΟΣ», который стал платиновым в течение нескольких месяцев. Автором альбома был известный греческий композитор Фивос. В апреле 1998 года выходит второй альбом. Он также получил платиновый статус.

### Дальнейшая карьера
В марте 2000 года Ремос исполнил песню из фильма «I Agapi Einai Elefantas», которую написал Минос Матсас. Саундтрек получил золотой статус. Зимой 2000—2001 гг. Антонис Ремос и Сакис Рувас выступают вместе вживую в Diogenis Studio. В июне 2001 года он выпустил двойной концертный CD из выступлений, проведенных в Apollon Palace, под названием «Только на одну ночь» (греч. Μια Νύχτα Μόνο). Этот альбом получил платиновый статус и до сих пор удерживает высокое место в рейтинге греческой музыки за последнее время.
Зимой 2001 года Антонис выступает вживую вместе с Яннисом Париосом. Компакт-диск «Όλος ο Κόσμος Είσαι Εσύ» был выпущен в 2001 году. Весной 2002 года Ремос выпустил новый альбом «Не волнуйся, мое сердце» (греч. Καρδιά μου μην Ανησυχείς). Песни альбома были написаны Йоргосом Феофанусом. Альбом получил тройной платиновый статус, став одним из самых популярных альбомов в течение многих лет. Зимой 2002 года Ремос выступает вместе с Алкистис Протопсалти. Успех был огромный, и они продолжали выступать вместе летом в Салониках. Они также выезжали за границу с концертами по всей Канаде и США.
В 2003 году он выпустил новый альбом под названием «Дыхание» (греч. Μια Αναπνοή). Песни альбома были написаны Йоргосом Феофанусом. Альбом быстро получил платиновый статус. Зимой 2003 года Ремос выступает на одной сцене с 5 композиторами (Мимис Плессас, Яннис Спанос, Антонис Вардис, Костас Хадзис и Йоргос Феофанус).
В этот же период он пел песни Микиса Теодоракиса «Αν θυμηθείς το όνειρό μου» и «Φαίδρα». Летом 2004 года оркестр Микиса Теодоракиса представил музыку композитора, написанную для театральных постановок и фильмов. Концерты проходили в театре Герода в Афинах. В качестве ведущего певца выступил Антонис Ремос. Зимой 2004 года — живые выступления Антониса с Йоргасом Даларасом на Афинской Арене.
Весной 2005 года Антонис Ремос был вынужден выполнить свою воинскую обязанность. Из-за своего возраста, он служил в армии только в течение сорока дней. В 2005 году Антонис Ремос выступает вживую на Афинской Арене второй год подряд. На этот раз он пел с Михалисом Хадзияннисом.
В 2005 году выпущен новый альбом «Σαν Ανεμος». Это был третий альбом, который был создан с известным композитором Йоргосом Феофанусом. В этом альбоме Антонис Ремос исполнил песни с тремя исполнителями: Маринеллой, Йоргосом Маргаритисом и с итальянским певцом Массимо Ди Катальдо. Этот альбом получил платиновый статус.
Во время зимы 2006 года Антонис Ремос выступает в Афинской Арене с Маринеллой. В 2006 году Антонис Ремос празднует 10 лет дискографии. Sony Music выпустила тройной альбом «Best оf», который стал платиновым. Летом 2007 года Ремос осуществляет первый большой тур по Греции, дает 25 аншлаговых концертов вместе с новой группой из Салоник под названием «Onirama». Зимой 2007 второй год подряд проходят совместные выступления с Маринеллой на Афинской Арене. Эти выступления продолжались до марта 2008 года.
С 13 марта до 25 мая 2008 года Антонис Ремос и Сакис Рувас осуществляют мировое турне по Канаде, США, Австралии и Африке. Зимой 2008 года Антонис выступает в Афинской Арене в первый раз один. Успех был огромный, и выступления были продлены до конца мая. В то же время он выпустил восьмой студийный альбом «Истина и ложь» (рус. Αλήθειες και ψέματα), в который вошли семь уникальных песен Антониса Вардиса и песни Стефаноса Корколиса, Крис Данте, Кириакоса Пападопулоса, Константиноса Валтазаниса и др. Альбом очень быстро становится платиновым.
16 марта 2009 года Антонис Ремос начал своё первое европейское турне: Брюссель, Штутгарт, Франкфурт, Нюрнберг, Дюссельдорф, Амстердам, Стокгольм, Лондон, Стамбул, Белград, Тель-Авив. Летом 2009 года состоялся совместный концертный тур Ремоса с группой Emigre по всей Греции. Зимой 2009 года Антонис Ремос выступает в Diogenis Studio, сразу после окончания зимнего сезона отправляется в мировое турне: Австралия, США, Канада.
Антонис Ремос также сотрудничает с киприотским певцом и композитором Стелиосом Писсисом.

### Сотрудничество с Heaven Music
В апреле 2010 года Антонис Ремос начал сотрудничать со студией Heaven (был подписан 4-летний контракт о сотрудничестве) и подал судебный иск на свой прежний лейбл Sony Music с требованием выплаты компенсации в размере 800 тысяч евро. Артист также борется с запретом исполнять песни, записанные в годы сотрудничества с Sony Music.

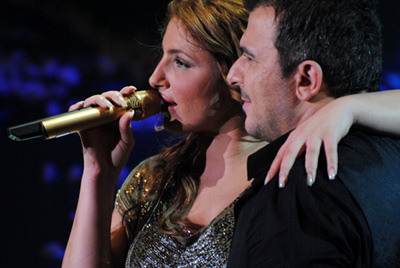
Антонис Ремос и Елена Папаризу

В конце 2010 года вышли первые два сингла нового альбома «Конец истории» (греч. Τέρμα η ιστορία) и «Эти мгновения» (греч. Είναι Στιγμές). С 29 октября до Пасхи артист выступал в афинском клубе Diogenis Studio совместно с Еленой Папаризу. 18 марта 2011 года официально выпущен альбом «Κλειστά τα στόματα». С 18 ноября 2011 года Ремос выступает в афинском клубе Diogenis Studio совместно с Толисом Воскопулосом.
В начале 2012 года Антонис записывает два новых хита: «Εντάξει» feat Goin' Through (февраль 2012) и 26 марта 2012 года — «Τα χιλιόμετρα όλα.» (премьера состоялась 26 марта 2012 на радио 89,8 ΔΡΟΜΟΣ fm)
С 15 июня по 23 июля 2012 года состоялись выступления Антониса Ремоса в клубе Thalassa вместе с группой «Onirama». Летом 2012 года Ремос также сотрудничает с группой Goin' Through на больших концертах по всей Греции, первый из которых состоялся на Андросе 4 августа. 17 августа в клубе Politia Live Clubbing в Салониках Антонис Ремос начал выступления с совместной программой с Ангелики Илиади, в качестве специального гостя программы — Никос Вурлиотис, лидер группы Goin' Through.
Зимой 2012—2013 года Антонис Ремос выступает на сцене Афинской Арены вместе со Стелиосом Роккосом и Элени Фурейра. Премьера программы состоялась 2 ноября 2012 года. В сентябре 2012 года во время выступления в Politeia Live Clubbing Ремос представил свою новую песню «Τα Σάββατα» (музыка — Василиса Гаврилидиса, текст — Никоса Мораитиса). В начале октября был выпущен сингл с этой песней под лицензией Heaven Music. Песня является предвестником нового альбома, выход которого ожидается в начале 2013 года. Песня сразу же получила огромную популярность и находилась на вершине хит-парадов радио-трансляций в течение нескольких недель. 20 декабря 2012 года были завершены съемки клипа на песню «Τα Σάββατα». Режиссёр клипа — White Room. 7 января 2013 года на радио «89,8 Δρόμος fm» состоялась премьера новой песни Антониса Ремоса «Η αγάπη έρχεται στο τέλος» (музыку написал Димитрис Контопулос, текст — Никос Мораитис). Песня является саундтреком к фильму «Love in the end», который вышел на экраны кинотеатров Греции 14 февраля 2013 года.

## Предпринимательская деятельность
13 июля 2007 года Антонис Ремос с греческими бизнесменами, будучи многолетним фанатом футбольного клуба «Ираклис», приобрёл его и стал президентом клуба. Он стал во главе клуба после провального сезона в Чемпионате Греции 2006—2007 (в 2007 году долг клуба превысил 9 млн евро). Ремос пытался стабилизировать финансовое положение клуба, выплатил долги игрокам. В мае 2010 года, через 2 года и 9 месяцев, Ремос покинул администрацию ФК «Ираклис».

## Благотворительная деятельность
Ремос активно занимается благотворительной деятельностью. Он был греческим послом Make-A-Wish Foundation в 2011 году — международного благотворительного фонда, который помогает исполнять желания смертельно больным детям. В рамках этого проекта Ремос дал благотворительный концерт 13 декабря 2011 года с участием композитора Стаматиса Спанудакиса. Ремос и Спанудакис выступали бесплатно. Все средства пошли на финансовую поддержку Make-A-Wish (Make-A-Wish Греция). 26 сентября 2012 Антонис Ремос выступал на благотворительном концерте, организованном Стефаносом Корколисом в Одеоне Герода Аттического. В концерте принимали участие Алкистис Протопсалти, Элеонора Зуганели и Соня Феодориду. Собранные средства предназначены исключительно ассоциации некоммерческих неправительственных организаций, работающих на благо детей, «Μαζί για το Παιδί».

## Личная жизнь
Роман Антониса Ремоса с греческой актрисой Зетой Макрипулья длился несколько лет, но пара разорвала отношения. В настоящее время Зета является девушкой Михалиса Хадзиянниса. В 2010 году Ремос знакомится с Ивонной Босниаком (Υβόννη Μπόσνιακ), известной моделью, которая активно занимается благотворительной деятельностью. Ивонна возглавляет фонд, который создала она и её подруга. Фонд занимается поддержкой моделей, людей творческих профессий, которые оказались в сложных обстоятельствах. Ивонна и Ремос вместе живут в Глифаде.

## Дискография

### Альбомы
- 1996 — Αντώνης Ρέμος / Антонис Ремос
- 1998 — Καιρός να πάμε παρακάτω / Пора идти ниже
- 1999 — Πάλι Απ' Την Αρχή / Опять же с самого начала
- 2001 — Όλος ο Κόσμος Είσαι Εσύ / Весь мир тебе
- 2002 — Καρδιά μου μην Ανησυχείς / Мое не обеспокоенное сердце
- 2003 — Μια Αναπνοή / Дыхание
- 2004 — Χαμογέλασε / Улыбайся
- 2005 — Σαν Ανεμος / Как ветер
- 2008 — Αλήθειες και ψέματα / Правды и лжи
- 2011 — Κλειστά τα στόματα / Закрытые рты
- 2013 — Η Καρδιά Με Πηγαίνει Εμένα / Сердце идёт со мной
- 2016 — Σπασμένα Κομμάτια Της Καρδιάς / Наши разбитые кусочки сердец

### Сборники
- 2002 — Για Τον Γρηγόρη - Η Συναυλία Από Το Στάδιο Ειρήνης Και Φιλίας / Для Григориса - Концерт со стадиона Мира и Дружбы
- 2005 — Αντώνης Ρέμος – Μουσική Συλλογή: 1 / Антонис Ремос - Музыкальный сборник: 1
- 2006 — Best Of / Лучшие
- 2012 — Best Of / Лучшие
- 2014 — Best Of: 2008 – 2014 / Лучшие: 2008 – 2014
- 2014 — Η Συλλογή (11 Αυθεντικά Albums Σε 13 Cds) / Коллекция (11 оригинальных альбомов на 13 компакт-дисках)

### Концертные альбомы
- 2001 — "Μια Νύχτα Μόνο" Ζωντανή Ηχογράφηση / Только одна ночь
- 2003 — Τραγούδι Στα Παιδιά - Live Στο Θέατρο Λυκαβηττού / Песня для детей - Концерт в Театре Ликавитус
- 2004 — Live / Вживую
- 2007 — Αντώνης Ρέμος* feat. Onirama – In Concert / Антонис Ремос при участии Онирама
- 2007 — Μαρινέλλα, Αντώνης Ρέμος* - Live / Маринелла и Антонис Ремос - Вживую
- 2009 — Είναι Κάτι Νύχτες / Это что-то ночи

### Сборник синглов
- 2006 — Συγνώμη / Прости
- 2010 — Κομμένα Πια Τα Δανεικά / Ссуды закончились
- 2010 — Είναι Στιγμές / Эти моменты
- 2012 — Τα Σάββατα / По субботам
- 2012 — Τα Χιλιόμετρα Όλα / Все Километры
- 2014 — Γίνεται / Свершится!
- 2015 — Λένε / Они говорят
- 2015 — Όλα Περνούν / Всё проходит
- 2016 — Όλος Δικός Σου / Весь твой
- 2017 — Ώπα / Опа
- 2018 — Η Ζωή Αλλιώς / Жизнь иначе
- 2018 — Δεν Ακούω Κανέναν / Я никого не слушаю
- 2019 — Όλα Τα Δάκρυα / Все слезы
- 2019 — Εδώ Και Τώρα / Здесь и сейчас
- 2020 — Όταν Σε Ρωτήσανε / Когда она спросила меня
- 2021 — Εγώ Γεννήθηκα Ξανά / Я родился заново
- 2022 — Όλα Για Σένα / Все Для Тебя

### Дуэты
- 1996 — «Εμείς / Мы»  (при уч. Манто)
- 1999 — «Το Φως Που Πέφτει / Падающий свет»  (при уч. Яннис Париос)
- 2000 — «Μείνε / Останься (Fly With Me / Лети со мной)» (при уч. Remee)
- 2000 — «Η αγάπη είναι Ελέφαντας / Оставайся подольше (Нет никакого солнечного света)» (при уч. Таня Нассибян)
- 2002 — «Σ' Αγαπώ / Я люблю тебя»  (при уч. Алкистис Протопсалти)
- 2003 — «Θέλω Να Μάθω / Я хочу учиться» (при уч. Антонис Вардис)
- 2005 — «Για Εκατό Ζωές Ακόμα / За сотню живых жизней» (при уч. Массимо Ди Катальдо)
- 2007 — «Μείνε κι άλλο (Ain't No Sunshine) / Оставайся подольше (Нет никакого солнечного света)» (при уч. Nivo, Никос Алиягас)
- 2007 — «Όπως Συνήθως / (My Way) / Оставайся подольше (Нет никакого солнечного света)» (при уч. Никос Алиягас)
- 2012 — «Εντάξει / Ладно»  (при уч. Goin'Through)
- 2013 — «Τετάρτη Βράδυ / В среду вечером» (при уч. Мелина Асланиду)
- 2013 — «Μπορεί Να Βγω / Быть может, исчезну» (при уч. Манос Пироволакис)
- 2014 — «Ένα Ή Κανένα / Один или никто » (при уч. Анна Висси)
- 2015 — «Ανατρεπτικά / Подрывной» (при уч. Мелина Асланиду, Деспина Ванди, Stavento)
- 2016 — «Δως Μου Μιά Αγκαλιά / Обними меня» (при уч. Яннис Вардис)
- 2020 — «Κιβωτός (2020 Version) / Ковчег» (при уч. Кэти Гарби)

### DVD-диски
- 2004 — «The Video Collection / Сборник видео

### Видеоклипы
- 1996: «Τι ήμουνα για 'σένα / Что я был для тебя»
- 1996: «Εμείς / Мы» (при уч. Манто)
- 1996: «Το Κέρμα / Монета»
- 1998: «Ντροπή σου / Тебе стыдно»
- 1998: «Μα Δεν Μπορείς / Но ты не можешь»
- 1998: «Νύχτες Μοναξιάς / Одинокие ночи»
- 1998: «Που Πήγε Τόση Αγάπη / Куда ушло столько любви»
- 1998: «Έτσι Ξαφνικά / Так внезапно»
- 1999: «Πάλι Απ' Την Αρχή / Опять же с самого начала»
- 1999: «Μείνε / Останься»
- 2000: «Μείνε / Останься (Fly With Me / Лети со мной)» (при уч. Remee)
- 2000: «Η αγάπη είναι Ελέφαντας / Любовь - это слон» (при уч. Таня Нассибян)
- 2002: «Τρέμω / Бояться»
- 2002: «Καρδιά μου μην Ανησυχείς / Мое не обеспокоенное сердце»
- 2003: «Θέλω Να Μάθω / Я хочу учиться» (при уч. Антонис Вардис)
- 2003: «Μια Αναπνοή / Дыхание»
- 2003: «Σαββατόβραδα / Субботняя ночь»
- 2003: «Στόμα με Στόμα / Рот в рот»
- 2005: «Για Εκατό Ζωές Ακόμα / За сотню живых жизней» (при уч. Массимо Ди Катальдо)
- 2005: «Οι Άγγελοι / Ангелы»
- 2005: «Χαμογέλασε / Улыбка»
- 2006: «Συγνώμη / Прости»
- 2007: «Μείνε κι άλλο (Ain't No Sunshine) / Оставайся подольше (Нет никакого солнечного света)» (при уч. Nivo, Никос Алиягас)
- 2007: «Όπως Συνήθως / (My Way) / Как обычно (Мой путь)» (при уч. Никос Алиягас)
- 2008: «Εκατό φορές κομμάτια / Сто раз на куски»
- 2010: «Κομμένα Πια Τα Δανεικά / Ссуды закончились»
- 2010: «Είναι Στιγμές / Эти моменты»
- 2012: «Τα Σάββατα / По субботам»
- 2012: «Εντάξει / Ладно» (при уч. Goin'Through)
- 2013: «Μπορεί Να Βγω / Быть может, исчезну» (при уч. Манос Пироволакис)
- 2014: «Γίνεται / Свершится!»
- 2016: «Όλα Περνούν / Всё проходит»
- 2018: «Η Ζωή Αλλιώς / Жизнь иначе»
- 2019: «Όλα Τα Δάκρυα / Все слезы»
- 2020: «Όταν Σε Ρωτήσανε / Когда она спросила меня»
- 2021: «Εγώ Γεννήθηκα Ξανά / Я родился заново»

## Награды
- Arion Awards 2002: Лучший поп-артист[34]
- Arion Awards 2003: категория: «Κατηγορία Λαϊκό»: Лучший альбом года (Καρδιά μου μην ανησυχείς); Лучший певец; категория «Современная поп-звезда»: Лучший альбом (Καρδιά μου μην ανησυχείς); Лучший певец; альбом года: «Καρδιά μου μην ανησυχείς»; Лучший певец года
- 2003 — получил премию «Χρυσή πορεία» за вклад в развитие современной греческой песни (премия основана в 2002 году Ассоциацией владельцев клубов, при назначении премии учитывается также вклад исполнителя в благотворительную деятельность)
- Arion Awards 2004: категория «Κατηγορία Λαϊκό»: Лучший альбом (Μια αναπνοή); Лучший певец. Современная народная категория «Κατηγορία Σύγχρονο Λαϊκό»: Лучший альбом (Μια αναπνοή), Лучший певец[35]
- 2004 Mad Video Music Awards: Лучший видеоклип среди исполнителей-мужчин «Μια αναπνοή»
- Arion 2005: категория «Καλύτερα της χρονιάς» (Лучший за год): Лучший живой альбом года — «Αντώνης Ρέμος Live»[36]
- 2005 Mad Video Music Awards: Лучший видеоклип среди исполнителей-мужчин (Χαμογέλασε)
- Arion 2006: Лучший певец года (диск Σαν άνεμος)[37]
- 2006 Cyprus Music Awards (20 июня 2006 года): Лучший певец года; Лучший греческий альбом года (Σαν άνεμος)
- 2011 Mad Video Music Awards: Лучший певец года; лучший текст песни (Κομμένα πια τα δανεικά)[38].